# Georges Maton
Georges Arnould Maton (Lilla, 26 ottobre 1913 – Le Perreux-sur-Marne, 6 luglio 1998) è stato un pistard francese.

## Palmarès
- Giochi olimpici

Berlino 1936: bronzo nel tandem.